# Симоненко Олександр Сергійович
Олександр Сергійович Симоненко (14 лютого 1974, Кіровоград) — український трековий велогонщик, заслужений майстер спорту України, призер Олімпійських ігор в Сіднеї, переможець та призер Чемпіонатів світу, неодноразовий переможець та призер чемпіонатів України.

## Біографія
Олександр Сергійович Симоненко народився 14 лютого 1974 року в Кіровограді. Займатися велоспортом почав з 1986 року у спортивному клубі «Буревісник». З 1994 по 1998 роки навчався в Кіровоградському педагогічному університеті імені Володимира Винниченка на факультеті фізичного виховання та спорту. З 1995 року входить до складу спортивної команди Державної прикордонної служби України. У 2001 році Симоненка визнали найкращим спортсменом України та лауреатом загальнонаціональної програми «Людина року-2001».
За високі спортивні результати та внесок розвиток слави українського спорту у світі Олександра Симоненка нагороджено орденом «За заслуги» другого та третього ступенів.
Рішенням Кіровоградської міської ради від 24 липня 2003 року Олександру Симоненку присвоєно звання «Почесний громадянин Кіровограда».
Після закінчення спортивної кар'єри з 2005 по 2010 роки Симоненко працював на посаді заступника голови фізкультурно-спортивного товариства «Динамо» України в Кіровоградській області.

## Спортивні досягнення
Олександр Симоненко почав займатися спортом під керівництвом свого батька Симоненка Сергія Івановича. У 1988 році спортсмена запросили в Київський центр олімпійської підготовки «Титан». У 1990 році у Москві він став чемпіоном СРСР у змаганні юніорів та виконав норматив майстра спорту СРСР.
У 1992 році Симоненко у складі юніорської збірної України здобув 2 срібла на чемпіонаті світу в Афінах. Через три роки на дорослому Чемпіонаті світу в Боготі він знову завоював другу сходинку в командній гонці переслідування. У 1997 році спортсмен повторив це досягнення уже в Перті, Австралія.
В 1998 році на Чемпіонаті світу в Бордо Симоненко разом з Олександром Феденко, Сергієм Матвєєвим, Русланом Підгорним завоював перше місце в командній гонці переслідування. У 2001 році він повторив це досягнення разим із Сергієм Чернявським, Олександром Феденко та Любомиром Полатайко на Чемпіонаті світу в Антверпені. Окрім цього завоював золото і в індивідуальні гонці переслідування.
На етапах Кубка світу спортсмен неодноразово здобував перемоги та призові місця як в індивідуальних, так і в командних гонках переслідування.

### Виступи на Олімпійських іграх
На перших своїх Олімпійських іграх в Атланті спортсмен в складі збірної України у командній гонці переслідування посів 7 місце. На Іграх в Сіднеї велосипедист змагався в індивідуальній гонці переслідування, де посів 6 місце. А разом з Олександром Феденко, Сергієм Матвєєвим та Сергієм Чернявським у командній гонці переслідування здобув срібні нагороди.

## Статистика

### Трекові велоперегони
| Рік  | Змагання                                   | Місце проведення           | Результат | Дисципліна                         |
| ---- | ------------------------------------------ | -------------------------- | --------- | ---------------------------------- |
| 1992 | Чемпіонат світу серед юніорів              | Афіни, Греція              | 2         | індивідуальна гонка переслідування |
| 1992 | Чемпіонат світу серед юніорів              | Афіни, Греція              | 2         | гонка за очками                    |
| 1995 | Чемпіонат світу з трекових велоперегонів   | Богота, Колумбія           | 2         | командна гонка переслідування      |
| 1997 | Етапи Кубка світу з трекових велоперегонів | Фйоренцуола-д'Арда, Італія | 1         | командна гонка переслідування      |
| 1997 | Етапи Кубка світу з трекових велоперегонів | Куарту-Сант'Елена, Італія  | 3         | індивідуальна гонка переслідування |
| 1997 | Етапи Кубка світу з трекових велоперегонів | Куарту-Сант'Елена, Італія  | 1         | командна гонка переслідування      |
| 1997 | Чемпіонат світу з трекових велоперегонів   | Перт, Австралія            | 2         | командна гонка переслідування      |
| 1998 | Етапи Кубка світу з трекових велоперегонів | Берлін, Німеччина          | 2         | командна гонка переслідування      |
| 1998 | Етапи Кубка світу з трекових велоперегонів | Єр, Франція                | 2         | командна гонка переслідування      |
| 1998 | Чемпіонат світу з трекових велоперегонів   | Бордо, Франція             | 1         | командна гонка переслідування      |
| 1999 | Етапи Кубка світу з трекових велоперегонів | Валенсія, Іспанія          | 2         | командна гонка переслідування      |
| 1999 | Етапи Кубка світу з трекових велоперегонів | Фйоренцуола-д'Арда, Італія | 1         | командна гонка переслідування      |
| 2000 | Етапи Кубка світу з трекових велоперегонів | Турин, Італія              | 2         | командна гонка переслідування      |
| 2000 | Літні Олімпійські ігри                     | Сідней, Австралія          | 2         | командна гонка переслідування      |
| 2001 | Етапи Кубка світу з трекових велоперегонів | Щецин, Польща              | 2         | індивідуальна гонка переслідування |
| 2001 | Етапи Кубка світу з трекових велоперегонів | Щецин, Польща              | 3         | командна гонка переслідування      |
| 2001 | Чемпіонат світу з трекових велоперегонів   | Антверпен, Бельгія         | 1         | індивідуальна гонка переслідування |
| 2001 | Чемпіонат світу з трекових велоперегонів   | Антверпен, Бельгія         | 1         | командна гонка переслідування      |
| 2002 | Етапи Кубка світу з трекових велоперегонів | Москва, Росія              | 2         | командна гонка переслідування      |
| 2003 | Етапи Кубка світу з трекових велоперегонів | Кейптаун, ПАР              | 1         | командна гонка переслідування      |

- Інформація з сайту Cycling archives з доповненнями